# Revel-Tourdan
Revel-Tourdan – miejscowość i gmina we Francji, w regionie Owernia-Rodan-Alpy, w departamencie Isère.
Według danych na rok 1990 gminę zamieszkiwały 794 osoby, a gęstość zaludnienia wynosiła 68 osób/km² (wśród 2880 gmin regionu Rodan-Alpy Revel-Tourdan plasuje się na 909. miejscu pod względem liczby ludności, natomiast pod względem powierzchni na miejscu 997.).